# Oakland (New Jersey)
Pour les articles homonymes, voir Oakland.
Oakland est un Borough situé dans l’État du New Jersey aux États-Unis. En 2010, sa population était de 12 754 habitants.

## Source de la traduction
- (en) Cet article est partiellement ou en totalité issu de l’article de Wikipédia en anglais intitulé « Oakland, New Jersey » (voir la liste des auteurs).